# Heinrich Rossmann
Johann Heinrich Rossmann auch Roßmann (* 9. Dezember 1777 in Nieder-Modau; † 12. Februar 1852 ebenda) war ein hessischer Ökonom, Politiker und Abgeordneter der 2. Kammer der Landstände des Großherzogtums Hessen.
Heinrich Rossmann war der Sohn des Landwirts und Gerichtsschöffen Johann Heinrich Rossmann und dessen Ehefrau Anna Margaretha geb. Schaller. Rossmann, der evangelischen Glaubens war, war Ökonom in Nieder-Modau und heiratete dort 1796 Anna Katharina geborene Rutz (1777–1853).
Rossmann gehörte der Zweiten Kammer der Landstände in den Jahren von 1826 bis 1827 sowie 1829 bis 1830 an. Seine Wahl zum Landtagsabgeordneten des dritten Landtages wurde durch den zuständigen Wahlkommissar der Zweiten Kammer der Landstände für ungültig erklärt, da in seinem Wahlkreis die Zusammensetzung der Wahlbezirke fehlerhaft gewesen ist. Er wurde für den Wahlbezirk Starkenburg 12/Groß-Bieberau gewählt. Darüber hinaus war er Bürgermeister in Nieder-Modau.
Roßmann war ein doppelter Cousin dritten Grades des in Nieder-Modau geborenen Johannes Boßler (1796–1834), der 1822 zum Begründer der Schifffahrtsunternehmer- und Pioniersfamilie Boßler aus Neckarsteinach wurde.